# Kaplica św. Antoniego Wielkiego w Krynkach
Kaplica pod wezwaniem św. Antoniego Wielkiego – prawosławna kaplica cmentarna w Krynkach. Należy do parafii Narodzenia Przenajświętszej Bogurodzicy w Krynkach, w dekanacie Sokółka diecezji białostocko-gdańskiej Polskiego Autokefalicznego Kościoła Prawosławnego.
Kaplicę zbudowano w I połowie XVIII w., rozebrano w 1988 i ponownie zrekonstruowano w latach 1989–1992. Budowla drewniana, o konstrukcji zrębowej, salowa, zamknięta prostokątnie. Od frontu kruchta z dwuspadowym daszkiem przy wejściu. Nad frontową częścią nawy niewielka wieża (na planie kwadratu), z blaszanym dachem namiotowym zwieńczonym hełmem z ośmioramiennym krzyżem. Nad kruchtą i nawą blaszane dachy jednokalenicowe.
Kaplica została wpisana do rejestru zabytków 4 listopada 1966 i powtórnie 11 kwietnia 1996 pod nr A-52.